# Swift Trail Junction
Swift Trail Junction é uma Região censo-designada localizada no estado americano de Arizona, no Condado de Graham.

## Demografia
Segundo o censo americano de 2000, a sua população era de 2195 habitantes.

## Geografia
De acordo com o United States Census Bureau tem uma área de
12,3 km², dos quais 12,2 km² cobertos por terra e 0,1 km² cobertos por água.

## Localidades na vizinhança
O diagrama seguinte representa as localidades num raio de 56 km ao redor de Swift Trail Junction.